# Відкрите море (фільм)
Відкрите море (англ. Open Water) — американський трилер жахів про виживання 2003 року.
Фільм розповідає про історію американської пари, яка займається дайвінгом під час відпустки, однак опинилась у відкритому морі у переповнених в акулами водах, коли екіпаж човна випадково залишив їх.
Фільм заснований на реальній історії Тома та Ейлін Лонерган, які в 1998 році вийшли з водолазною групою на Великий Бар'єрний риф і випадково залишилися у воді, оскільки екіпаж дайвінг-човна не підрахував точну чисельність пасажирів і відплив без них.
Фільм профінансували з власних коштів режисер Кріса Кентіса та його дружина продюсерка Лора Лау. Бюджет зйомок становив $ 120 000 та знятий на любительську відеокамеру. Згодом фільм придбала компанія Lions Gate Entertainment за 2,5 мільйона доларів після показу на кінофестивалі в Санденсі. Кінокомпанія витратила ще 8 мільйонів доларів на дистрибуцію та маркетинг. Зрештою, фільм заробив 55,5 мільйона доларів.

## У ролях
| Актор           | Роль                         |
| --------------- | ---------------------------- |
| Бленчард Раян   | Сьюзан Воткінс               |
| Деніел Тревіс   | Деніел Кінтнер               |
| Сол Стейн       | Сет                          |
| Майкл Вільямсон | Девіс                        |
| Крістіна Зенато | Лінда                        |
| Джон Чарльз     | Джуніор                      |
| Естель Лау      | дайверка із ураженими вухами |